# San Juan de la Rambla
San Juan de la Rambla település Spanyolországban, Santa Cruz de Tenerife tartományban. San Juan de la Rambla La Guancha, La Orotava és Los Realejos községekkel határos. Lakosainak száma 4904 fő (2024).

## Népesség
A település népessége az elmúlt években az alábbi módon változott:
| Lakosok száma | 4702 | 5002 | 5061 | 5068 | 5103 | 5053 | 4828 | 4828 | 4864 | 4904 |
|               | 2001 | 2004 | 2007 | 2009 | 2012 | 2014 | 2017 | 2019 | 2022 | 2024 |